# Bernhard Ernst (Kommentator)
Bernhard Ernst (* 8. Juli 1899 in Münster; † 19. Oktober 1957 in Köln) war ein deutscher Sportjournalist sowie Sportkommentator beim Nordwestdeutschen Rundfunk (NWDR).

## Leben
Mit 17 Jahren war Ernst als Leichtathlet aktiv, später spielte er Tennis, Hockey, Faustball und Schlagball. Seit 1920 war er als Sportjournalist tätig. 1922 wurde er an der Universität Münster zum Thema „Sportpresse und Sportberichterstattung mit besonderer Berücksichtigung Westdeutschlands“ promoviert. Münster war aufgrund der Besetzung des Rheinlandes nach dem Ersten Weltkrieg als provisorischer Standort für den Radiosender ausgewählt worden, der am 10. Oktober 1924 aus seinen Studioräumen auf dem Betriebsgelände der Stadtwerke am Albersloher Weg auf Sendung ging und dem Ernst sich im Frühjahr 1925 der „Westdeutschen Funkstunde“, dem Vorläufer des WDR, anschloss.
Ernst war Kommentator der ersten Liveübertragung eines Fußballspiels im deutschen Rundfunk. Diese wurde am 1. November 1925 gesendet, als sich im Rahmen der deutschen Fußballmeisterschaft die beiden westfälischen Vereine Preußen Münster und Arminia Bielefeld nach dem etwa um 14.30 Uhr erfolgten Anpfiff gegenüberstanden. Ernsts Kommentatorenplatz befand sich unmittelbar hinter einem der Fußballtore. Zum Schutz und zur Befestigung des Mikrofons wurde ein mit Maschendraht versehenes Hockeytor verwendet. Letztlich konnte das Mikrofon jedoch gar nicht zum Einsatz kommen, da es zu Übertragungsproblemen auf der Kabelstrecke kam, die eigens für diese Übertragung vom Sportplatz bis zum Funkhaus am Albersloher Weg verlegt worden war. Stattdessen wurde die Meldeleitung, die ursprünglich für das technische Personal vorgehalten wurde, als Übertragungskanal genutzt, so dass Ernst, statt ein Mikrofon zu nutzen, die fast zweistündige Übertragung des Spiels, das mit einem 5:0-Auswärtssieg für die Gäste endete, am Telefon kommentierte. Ernst erinnerte sich später an diesen Tag mit den Worten: „Also begann ich mit einiger Verspätung, dazu mit einem sehr merkwürdigen Gefühl und mit aus technischen Gründen gebotener, ungewohnter Stimmstärke meinen ersten Fußballbericht.“ Im Anschluss an das Spiel konnte ermittelt werden, dass „ein ebenso gewissenhafter wie unwissender Posttechniker stieß irgendwo in den Eingeweiden des in den Kinderschuhen steckenden Telekommunikationsnetzes auf die neue, bisher nie dagewesene Schaltung für die Übertragung, die er sich nicht erklären konnte. Also brachte er die vermeintliche Fehlschaltung kurzerhand wieder in Ordnung.“
Für den 18. April 1926 war die erste Radio-Übertragung eines Länderspiels geplant. Im Düsseldorfer Rheinstadion standen sich Deutschland und die Niederlande gegenüber. Ernst hatte sich erneut mit seinem Mikrofon hinter einem der Fußballtore postiert, um von dort das Spiel zu kommentieren. Als jedoch das bereits mit 60.000 Zuschauern gefüllte Stadion von über 10.000 Besuchern, die keine Eintrittskarten besaßen, gestürmt wurde, von denen ein Großteil nur noch im Innenraum des Stadions in unmittelbarer Nähe des Spielfeldes Platz fanden, machte sich Ernst auf den Weg zur Tribüne, auf der ein zweiter Kommentatorenplatz eingerichtet war. Obwohl das Spiel mit über einer Stunde Verspätung angepfiffen wurde, erreichte Ernst den Kommentatorenplatz erst 30 Minuten nach Anpfiff und musste feststellen, dass ein Postinspektor das Spiel in seiner Abwesenheit fachmännisch kommentierte. Jahrzehnte später äußerte sich Ernst zu diesem Vorfall mit den Worten: „Das, was am 1. November 1925 die Hand eines Postbeamten dem Rundfunk angetan, wurde hier in Düsseldorf durch den Mund eines Postkollegen reichlich wiedergutgemacht.“
Ende 1926 wurde der Rundfunkstandort nach Köln verlegt. Ernst blieb beim Sender als Leiter der Nachrichten- und Sportabteilung tätig. In der Zeit nach dem Zweiten Weltkrieg war Ernst zudem für das Fernsehen tätig und kommentierte unter anderem die Fernsehübertragung des Fußball-WM-Finalspiels 1954 zwischen Deutschland und Ungarn, das so genannte „Wunder von Bern“. Heute ist nur noch der Kommentar des Radioreporters Herbert Zimmermann in Erinnerung, da es in den 50er-Jahren weit mehr Radio- als Fernsehempfänger gab und die Sendung damals aus technischen Gründen nicht aufgezeichnet werden konnte. Nachträglich wurden die Bilder mit Zimmermanns Radiokommentar vertont. So wurde in den folgenden Jahren und Jahrzehnten das Endspiel immer mit der Stimme von Zimmermann (Tor, Tor, Tor, Tor – das Spiel ist aus, das Spiel ist aus, aus!!) in Verbindung gebracht.
Nach Ernsts Tod benannte die Stadt Münster eine Straße in der Nähe seiner Wirkungsstätte am Albersloher Weg nach ihm.